# Ornella
Ornella  è un nome proprio di persona italiano femminile.

## Varianti
- Femminili: Ornelia[2][4]
- Maschili: Ornello[2][4], Ornelio[2][4]

## Origine e diffusione

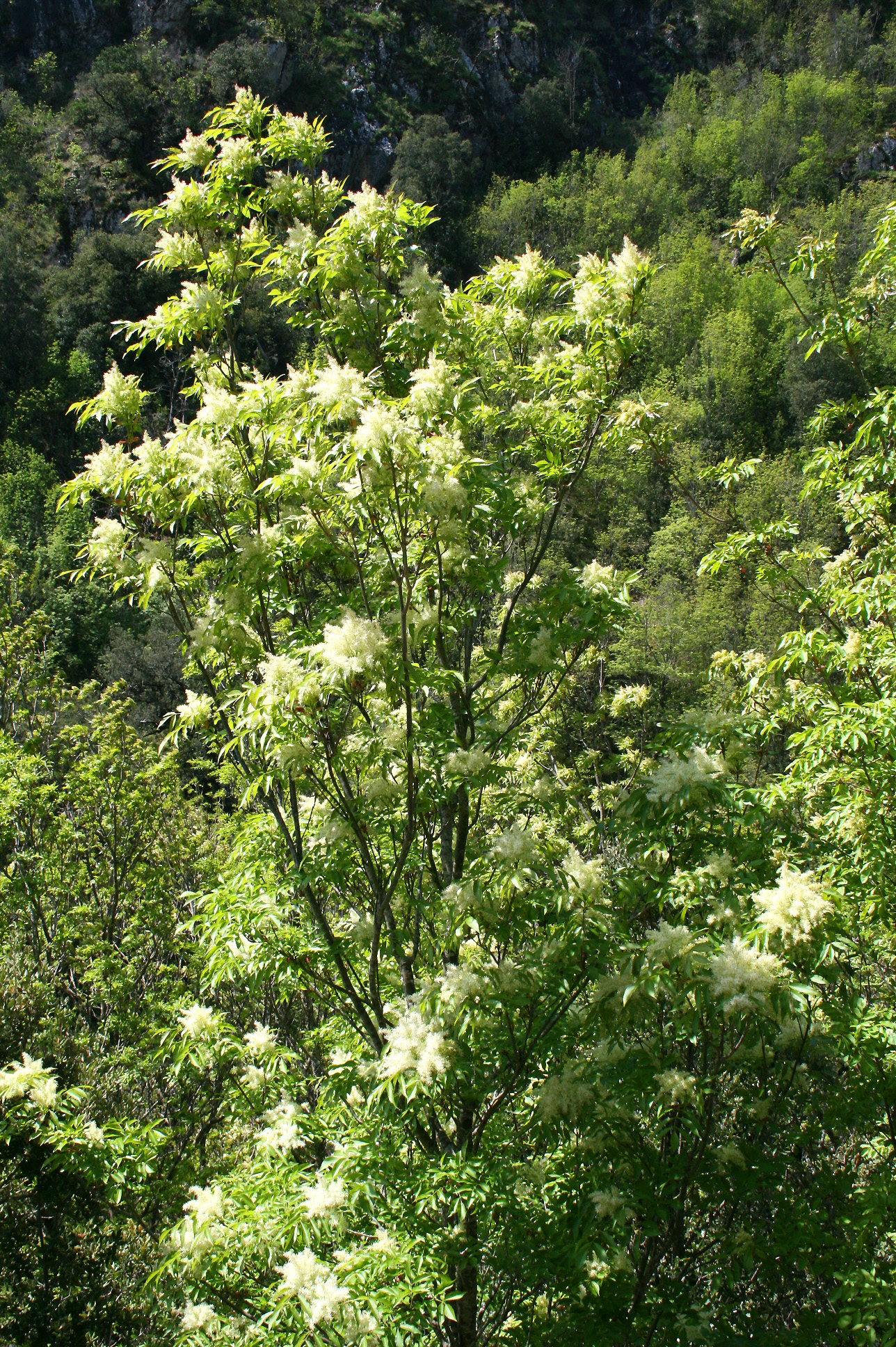
Un "orno" od "ornello" (Fraxinus ornus)

Ornella è un nome di origine letteraria, creato da Gabriele D'Annunzio per uno dei personaggi della sua tragedia La figlia di Jorio; probabilmente il poeta lo trasse da orno o ornello, nome popolare del frassino da manna (Fraxinus ornus) (un albero coltivato per i bei fiori dal profumo dolce e per ricavare dalla corteccia una resina dolce commestibile, la manna). Etimologicamente, il termine orno deriva dal latino ornum, risalente ad una radice protoindoeuropea *os, col significato di "frassino".
Oltre alla popolarità dell'opera dannunziana, ha giovato al nome anche la fama della cantante Ornella Vanoni e, più tardi, dell'attrice Ornella Muti. Attestato quasi solo al femminile, è diffuso ampiamente in Italia centrale e settentrionale, nonché in Abruzzo, mentre è più raro nel resto del Sud; le forme "Ornelia" e "Ornelio", molto rare, sono probabilmente frutto di un incrocio con Onelio.

## Onomastico
Ornella è un nome adespota poiché non esistono sante che lo abbiano portato, quindi l'onomastico ricorre il 1º novembre, in occasione di Ognissanti.

## Persone

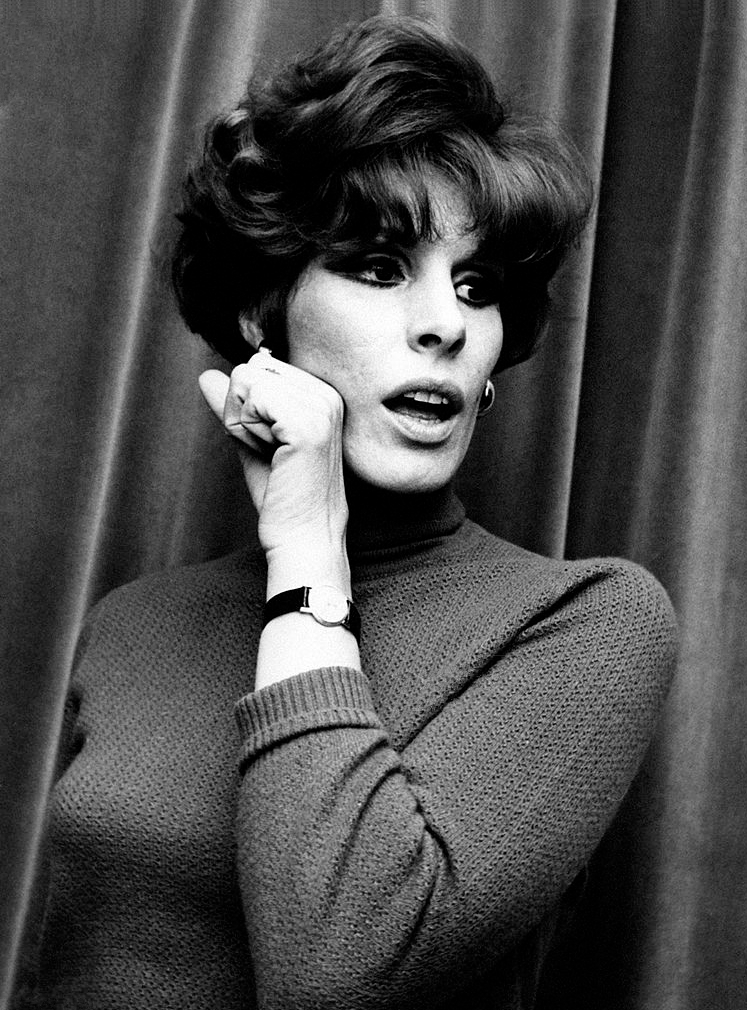
Ornella Vanoni

- Ornella De Zordo, politica e docente italiana
- Ornella Della Libera, poliziotta e scrittrice italiana
- Ornella Ferrara, maratoneta italiana
- Ornella Grassi, attrice italiana
- Ornella Micheli, montatrice italiana
- Ornella Muti, attrice italiana
- Ornella Piloni, politica italiana
- Ornella Puliti Santoliquido, pianista italiana
- Ornella Sobrero, critica letteraria italiana
- Ornella Vanoni, cantautrice e attrice italiana

### Variante maschile Ornello
- Ornello Pederzoli, partigiano italiano
- Ornello Tacchinardi, calciatore italiano

## Il nome nelle arti
- Ornella è un personaggio del dramma La figlia di Iorio di Gabriele D'Annunzio.
- Ornella Bruni è un personaggio della soap opera Un posto al sole.
- Ornella è un personaggio della serie Pokémon.